# Assoro (città antica)
Assoro (di cui sono attestate tre forme: in greco antico Ἄσσωρος e Ασσώριον; in greco-bizantino Ἄσσηρος) è stata un'antica città della Sicilia, di origine sicula, situato presso l'attuale città di Assoro, come risulta dai rinvenimenti ritrovati.

## Storia
Durante la sua storia, la città sicula di Assoro non subì alcuna ingerenza da parte greca.
Nel 396/5 a.C., Assoro fu l'unica città sicula che si oppose al tentativo di ribellione dei Cartaginesi a danno di Dionisio I di Siracusa.
Gli abitanti, in larga parte agricoltori, erano soliti venerare il dio Crisa, il fiume che scorre presso la città, tanto da erigere un tempio sulla via per Enna (Cicerone, Verrine, IV, 44). Tanto era preziosa la statua in marmo posta nel tempio, che Verre non si fece scrupoli a inviare degli uomini nel vano tentativo di rubarla.

## Monetazione
Sono presenti due serie di monete attribuili all'età della dominazione romana. Due sono le raffigurazioni principali:
- Il fiume Chrysas in forma di giovane nudo, con anfora nella mano destra e cornucopia nella sinistra.
- Un paio di buoi aggiogati.[3]

Risalente al 210 a.C. è presente anche una moneta che ritrae il simulacrum del tempio di Crisa.